# Horror en el museo
Horror en el museo (en inglés: The Horror in the Museum) es un cuento escrito por H. P. Lovecraft en colaboración con Hazel Heald, y publicado en octubre de 1933 por Weird Tales.

## Argumento
El museo de cera de George Rogers ofrece una serie de terribles figuras para aquellos que gusten de lo excéntrico y lo grotesco. Figuras que van desde las gorgonas, quimeras, dragones, cíclopes, Tsathoggua, Cthulhu, Chaugnar Faugn, hasta parodias de formas de vida orgánicas que parecen extraídas de otras galaxias.
Stephen Jones, quien se burla y duda de todo lo que dice Roger acerca de aquellos eventos extraños que pasan en el museo, decide hacer una visita a dicho lugar para poder tener una mejor conversación sobre ello. Ante tal escepticismo, Roger invita a Jones a comprobar que todo lo que dice es cierto y le propone el desafío de pasar una noche solo en el museo para que se convenza de tales hechos extraños y hasta cierto punto sobrenaturales. 
Para poner fin a sus dudas, Stephen acepta el desafío y se queda solo dentro del museo por una noche. Tras ver todo lo que se exhibe, llega a la estancia llamada “sólo adultos” donde se pueden encontrar cosas que van más allá de lo grotesco y luego de escuchar ruidos raros, algo aparece para atacarlo.

## Personajes
- Stephen Jones: Escéptico de las historias del museo de cera.
- George Rogers: Dueño de un museo privado de cera.

## Edición en castellano
- Lovecraft, Howard Phillips (2013, reedición 2019). Más allá de los eones y otras historias en colaboración (José María Nebreda, trad.). Gótica 91. Madrid: Valdemar. ISBN 978-84-7702-895-6.